# Lukup Baru
Lukup Baru is een bestuurslaag in het regentschap Gayo Lues van de provincie Atjeh, Indonesië. Lukup Baru telt 56 inwoners (volkstelling 2010).